# Anton Nägele
Anton Nägele (* 15. Januar 1876 in Straßdorf; † 3. März 1947 in Ellwangen) war ein deutscher Historiker und Theologe.

## Leben
Nägele war der Sohn des Posthalters von Straßdorf, einem gelernten Schneidermeister. Er studierte von 1884 bis 1902 katholische Theologie in Tübingen. Er war Mitglied der Theologengesellschaft Guelfia Tübingen.
1899 zum Priester geweiht, promovierte er 1902 mit einer Abhandlung über den griechischen Kirchenvater Johannes Chrysostomos. Nägele bekleidete verschiedene Stellen im Schuldienst, bevor er 1918 als Gymnasialprofessor an das Realgymnasium in Schwäbisch Gmünd ging. Doch schon 1923 musste er die Lehrtätigkeit aus gesundheitlichen Gründen einstellen. In weiterer Folge hielt er sich in Lana und Meran (Südtirol) auf.
Nägele legte über 300 Publikationen vorwiegend historischer Natur über vielfältigste Themen, insbesondere zur Heimatgeschichte von Schwäbisch Gmünd, Ellwangen, Ulm-Wiblingen und Riedlingen vor. Von besonderer Bedeutung ist die große Monographie über das Gmünder Heilig-Kreuz-Münster (1925). Im Rahmen des Corpus catholicorum edierte er den  Malleus in haeresim Lutheranam (1524) des Johann Fabri.
Er wurde in Straßdorf beigesetzt. Die Mehrzahl seiner gesammelten Kunstwerke, darunter Bildtafeln, Holzbildwerke, Klein- und Volkskunststücke sowie Altargeräte, wurde durch Nägeles Schwester 1947 dem Museum der Stadt Schwäbisch Gmünd verkauft. Hierbei wurde der Gesamtwert des Nachlasses unter Einbeziehung externer Gutachter auf 19.300 Reichsmark festgesetzt, von denen 11.557 RM auf die Altertümersammlung, 4.045 RM auf die Kunstbücher und 3.698 RM auf die übrige Bibliothek mit ihren rund 6.000 Bänden entfielen. Um der Schwester Vermögensverluste durch die in Aussicht stehende Währungsreform zu ersparen, vereinbarten die Parteien, dass der Kaufpreis einen Wert von 6.917 Gramm Feingold haben solle.

## Werke (Auswahl)
Eine umfassende Bibliografie der wissenschaftlichen Publikationen wurde 1936 anlässlich des 60. Geburtstags durch Anton Pfeffer veröffentlicht. Das Stadtarchiv Schwäbisch Gmünd führt in seinem Bestand ein weiteres Schriftenverzeichnis zu den in Tageszeitungen erfolgten Veröffentlichungen und spätere Ergänzungen und Korrekturen zur von Anton Pfeffer veröffentlichten Bibliografie.
- Heimatbilder von Steinkreuzfahrten. Eine Auswahl von Sühnekreuzsteinen in Württemberg in Wort und Bild. In: Schwäbisches Heimatbuch (1915), S. 147–160.
- Abt Benedikt Rauh von Wiblingen. Feldpropst der bayrisch-kaiserlichen Armee im dreissigjährigen Krieg: urkundliche Beiträge zur Geschichte der deutschen Militärkuratie und des Benediktinerordens in Schwaben. Herdersche Verlagshandlung, Freiburg u. a. 1911 (= Römische Quartalschrift für christliche Altertumskunde und Kirchengeschichte, Supplementheft; 18) (Digitalisat). Die Glocken des Oberamts Riedlingen. Verlag W. Kohlhammer, Stuttgart 1921.
- Vom Zieglerbub zum Fürstenbildner. In: Meraner Zeitung, 22. März 1924, S. 5 (Digitalisat).
- Die Heiligkreuzkirche in Schwäb. Gmünd. Ihre Geschichte und ihre Kunstschätze. 1925 UB Heidelberg.
- Das Gmünder Münster. Ein Führer durch die Hl. Kreuzkirche in Schwäb. Gmünd. Benno Filser Verlag, Augsburg 1926 Internet Archive.
- Das Münster zu Gmünd. In: Schwäbisches Heimatbuch (1927), S. 59–74.
- Ulrich Putsch aus Donauwörth. Kanzler von Tirol, Bischof von Brixen, Verfasser lateinischer und deutscher Schriften. In: Veröffentlichungen des Museum Ferdinandeum 18 (1938), S. 281–334.